# Morning Star (1825)
El Morning Star fue un bergantín-barca británico botado en Scarborough en 1825. Pasó toda su carrera navegando hacia Ceilán (más tarde hacia Australia).
El 19 de febrero de 1828, el Morning Star fue atacado por piratas en el viaje de regreso a Inglaterra desde Ceilán. Por casualidad, el bergantín y los supervivientes a bordo fueron rescatados y el barco regresó a Gravesend. En 1829 y 1830 llas autoridades británicas y españolas condenaron y ahorcaron a Benito de Soto y a varios hombres de su tripulación en el Defensor de Pedro por el ataque. 
Hasta que la Compañía Británica de las Indias Orientales (EIC) abandonó sus actividades navieras en 1834, el Morning Star navegó con una licencia de la EIC. Su última mención data de 1857, pero desapareció de los datos de llegadas y salidas de barcos después de 1853.   

## Historia
El Morning Star apareció por primera vez en LR en 1826.
En 1813, la EIC había perdido su monopolio sobre el comercio entre la India y Gran Bretaña. Los barcos británicos tenían entonces libertad para navegar hacia la India o el Océano Índico con una licencia de la EIC. El Morning Star inmediatamente comenzó a comerciar con Ceilán bajo dicha licencia.
| Año  | Capitán del barco | Dueño   | Comercio       | Fuente y notas |
| ---- | ----------------- | ------- | -------------- | -------------- |
| 1826 | Buckham           | Tindall | Londres–Ceilán | LR             |

### Incidente de piratería
El Morning Star partió de Colombo el 13 de diciembre de 1827 con un cargamento de ébano, pimienta, canela y café; y una selección mixta de 52 tripulantes británicos, pasajeros, soldados inválidos, esposas e hijos. Como todos los barcos de Tindall, el Morning Star no llevaba armas.  

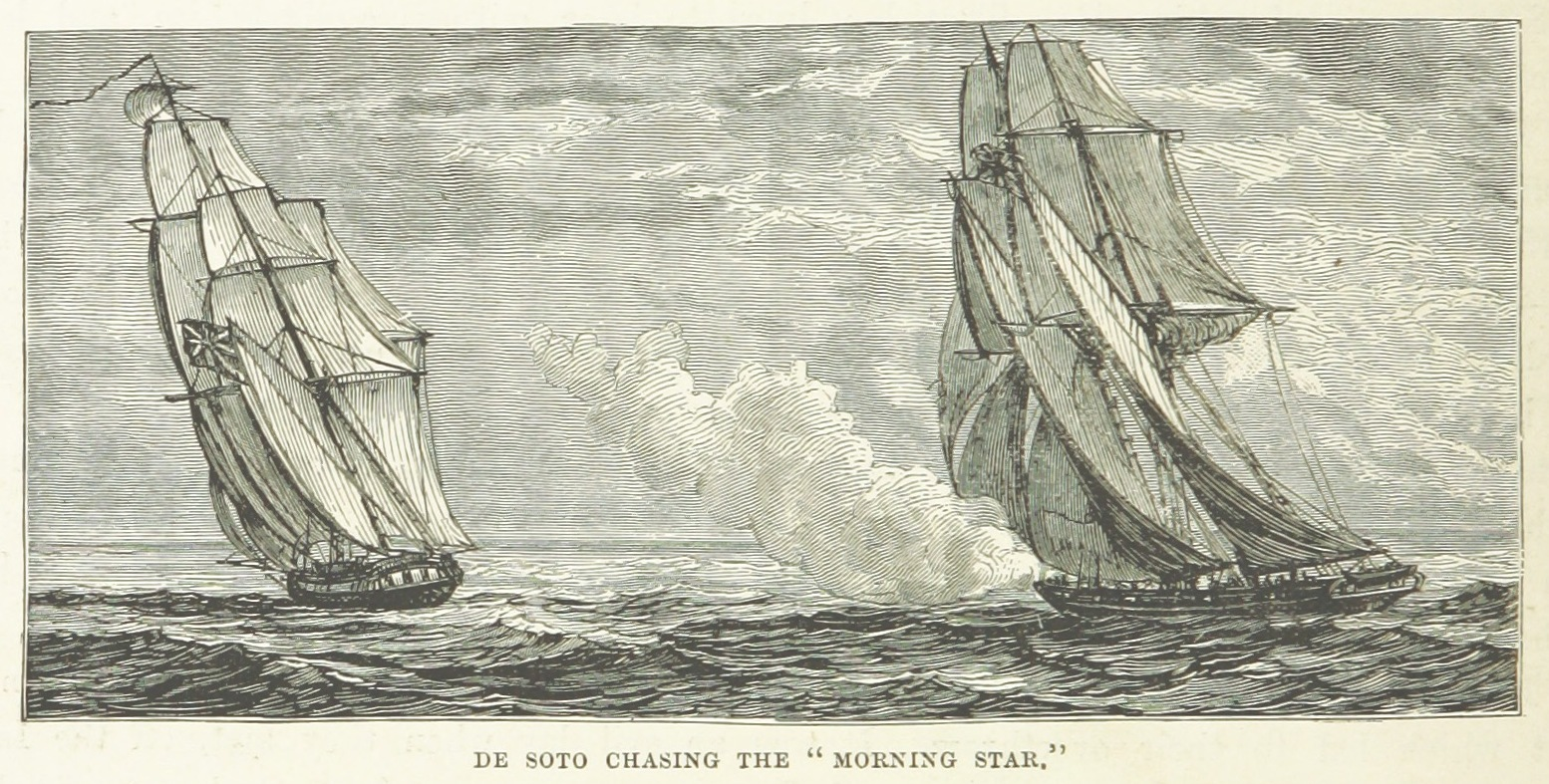
Una ilustración del Defensor de Pedro persiguiendo al Morning Star

Alrededor de las 8 de la mañana del 19 de febrero de 1828, frente a la Isla Ascensión, un rápido bergantín de aparejo cuadrado comenzó a perseguir al Morning Star. Más tarde se reveló que el barco era el Defensor de Pedro, capitaneado por el pirata gallego Benito Soto. 
El Defensor de Pedro pronto alcanzó al Morning Star y, después de disparar metralla a través de la cubierta, dañando el barco e hiriendo a varias personas, el capitán Thomas Gibbs puso rumbo a la cubierta. El capitán Gibbs y su segundo oficial, Alexander Mowatt, abordaron el Defensor de Pedro para negociar. Fueron detenidos por Benito de Soto y posteriormente asesinados junto con otros dos marineros del Morning Star.  
Mientras tanto, un grupo de la tripulación de Benito de Soto abordó rápidamente el Morning Star. Robaron violentamente a los pasajeros; les robaron dinero, comida, ropa, vino, velas, el equipo de navegación, sedas y piedras preciosas. Después de ejecutar el asalto, los piratas encerraron a los hombres en la bodega y agredieron sexualmente a las mujeres en los camarotes.
Antes de desembarcar del Morning Star, los piratas perforaron agujeros en el casco para provocar que el barco se hundiera. Las mujeres escaparon de su confinamiento, localizaron a los hombres y los liberaron de la bodega. 
Los supervivientes consiguieron reparar el barco y mantenerlo a flote. Aproximadamente un mes después del ataque, el Morning Star se encontró con el capitán Magnus Johnson a bordo del Guildford. Prestó toda la ayuda que pudo y dio la alarma sobre el ataque pirata. Después de atracar brevemente en Kent el 14 de abril de 1828, el Morning Star llegó a Gravesend el 18 de abril de 1828.   
| Año  | Capitán            | Dueño          | Comercio                       | Fuente y notas                                                                                  |
| ---- | ------------------ | -------------- | ------------------------------ | ----------------------------------------------------------------------------------------------- |
| 1833 | C. Adler           | Tindall & Cía. | Londres–Bombay                 | LR                                                                                              |
| 1833 | Marrón Lintin      | Tindall & Cía. | Londres–Madeira Londres–Málaga | RS                                                                                              |
| 1834 | W. Linton          | Tindall & Cía. | Londres–Ceilán                 | LR                                                                                              |
| 1840 | W. Linton Harrison | Tindall        | Londres–Ceilán                 | LR ; reparación completa 1840                                                                   |
| 1845 | Harrison Heyward   | Tindall        | Londres Londres–Ceilán         | LR ; reparación completa en 1840 y nueva cubierta en 1844                                       |
| 1848 |                    | Tindall        | Londres Londres–Ceilán         | LR ; reparación completa en 1840, cubierta nueva en 1844 y pequeñas reparaciones en 1848        |
| 1850 | Heyward            | Tindall        | Londres–Ceilán                 | LR ; reparación completa en 1840, cubierta nueva en 1844 y pequeñas reparaciones en 1848        |
| 1851 |                    | Tindall        | Londres–río Swan               | LR ; reparación completa en 1840, cubierta nueva en 1844 y pequeñas reparaciones en 1850 y 1851 |

A partir de 1851 el Morning Star comenzó a navegar hacia Australia. Los datos de llegada y salida del barco mostraron que regresaba a Inglaterra desde Australia, navegando vía Ceilán. 
El 19 de octubre de 1851, el barco Morning Star, cuyo capitán era Clark(e), llegó a Perth con carga y pasajeros. El 13 de noviembre zarpó hacia Champion Bay. Desde allí navegó hasta Hobart.
| Año  | Capitán  | Dueño   | Comercio       | Fuente y notas                                                                                  |
| ---- | -------- | ------- | -------------- | ----------------------------------------------------------------------------------------------- |
| 1853 | J. Clark | Tindall | Londres        | LR ; reparación completa en 1840, cubierta nueva en 1844 y pequeñas reparaciones en 1850 y 1851 |
| 1854 | J. Clark | Tindall | Londres–Ceilán | LR ; reparación completa en 1840, cubierta nueva en 1844 y pequeñas reparaciones en 1851 y 1854 |
| 1857 | J. Clark | Tindall |                | LR ;                                                                                            |

### Destino
El Morning Star fue listado por última vez en 1857, con datos mínimos y sin cambios desde 1854.

## Citas
1. ↑  Supple. pages "M", Seq.No.M25.
2. ↑  Hackman, 2001, p. 247.
3. ↑  LR (1825), "Ships Trading To India".
4. ↑  Craze 2022, p. 97.
5. ↑  Craze 2022, p. 47.
6. ↑  Craze 2022, p. 37.